# Domprost
Domprost är en titel inom kristna kyrkor.
I Svenska kyrkan och i Evangelisk-lutherska kyrkan i Finland kallas kyrkoherden i en domkyrkoförsamling, eller i ett pastorat där en sådan församling ingår, för domprost. Domprosten är vice preses (vice ordförande) i stiftets domkapitel. Domprosten utför också uppdrag såsom kyrkoinvigningar och kyrkoherdemottagningar på uppdrag av stiftets biskop.
Kyrkoherden i Kalmar kallas inte domprost, trots att där finns en domkyrka och en domkyrkoförsamling. Anledningen är att Kalmar inte längre är stiftsstad och alltså saknar domkapitel.
I den tidigare Storkyrkoförsamlingen i Stockholms stift kallades kyrkoherden för pastor primarius.